# 32. Kongresswahlbezirk von Kalifornien
Der 32. Kongresswahlbezirk von Kalifornien ist einer von 53 Kongresswahlbezirken in Kalifornien und deckt Teile des Los Angeles Countys ab, insbesondere East Los Angeles, El Monte, Monterey Park und West Covina. Seit dem 3. Januar 2013 ist Grace Napolitano die gewählte Abgeordnete dieses Wahlbezirkes im Repräsentantenhaus der Vereinigten Staaten.

## Wahlen
| Ausgang von Wahlen auf Bundesstaatsebene | Ausgang von Wahlen auf Bundesstaatsebene | Ausgang von Wahlen auf Bundesstaatsebene |
| Jahr                                     | Amt                                      | Ergebnis                                 |
| ---------------------------------------- | ---------------------------------------- | ---------------------------------------- |
| 1992                                     | Präsident                                | Clinton 78,0 - 12,7 %                    |
| 1992                                     | Senator                                  | Boxer 76,5 - 18,1 %                      |
| 1992                                     | Senator                                  | Feinstein 80,5 - 15,1 %                  |
| 1994                                     | Gouverneur                               | Wilson 55,1 - 40,6 %                     |
| 1994                                     | Senator                                  | Feinstein 46,7 - 44,8 %                  |
| 1996                                     | Präsident                                | Clinton 75,6 - 24,4 %                    |
| 1998                                     | Gouverneur                               | Davis 58,0 - 38,4 %                      |
| 1998                                     | Senator                                  | Boxer 53,1 - 43,1 %                      |
| 2000                                     | Präsident                                | Gore 83,4 - 13,0 %                       |
| 2000                                     | Senator                                  | Feinstein 81,5 - 11,8 %                  |
| 2002                                     | Gouverneur                               | Davis 59,5 - 31,9 %                      |
| 2003                                     | Recall                                   | Ja 50,2 - 49,8 %                         |
| 2003                                     | Recall                                   | Schwarzenegger 42,0 - 41,9 %             |
| 2004                                     | Präsident                                | Kerry 62,3 - 36,6 %                      |
| 2004                                     | Senator                                  | Boxer 68,3 - 26,0 %                      |
| 2006                                     | Gouverneur                               | Angelides 53,8 - 41,5 %                  |
| 2006                                     | Senator                                  | Feinstein 68,1 - 26,7 %                  |
| 2008                                     | Präsident                                | Obama 68,2 - 29,8 %                      |
| 2010                                     | Gouverneur                               | Brown 64,6 - 29,1 %                      |
| 2010                                     | Senator                                  | Boxer 63,7 - 29,9 %                      |
| 2012                                     | Präsident                                | Obama 65,2 -32,5 %                       |
| 2016                                     | Präsident                                | Clinton 66,6 - 27,7 %                    |

## Liste der Abgeordneten im Repräsentantenhaus
| Representative          | Partei                  | Amtsdauer                          | Anmerkungen                                                                                             | Countys                                                       |
| ----------------------- | ----------------------- | ---------------------------------- | --- | ------------------------------------------------------------- |
| Wahlbezirk eingerichtet | Wahlbezirk eingerichtet | 3. Januar 1963                     | |                                                               |
| Craig Hosmer            | Republican              | 3. Januar 1963 – 3. Januar 1967    | Redistricted vom 18. Kongresswahlbezirk Kaliforniens                                                    | Los Angeles                                                   |
| Craig Hosmer            | Republican              | 3. Januar 1967 – 3. Januar 1973    | | Los Angeles, Orange                                           |
| Craig Hosmer            | Republican              | 3. Januar 1973 – 31. Dezember 1974 | zurückgetreten                                                                                          | Los Angeles                                                   |
| vakant                  | vakant                  | 31. Dezember – 3. Januar 1975      | | Los Angeles                                                   |
| Glenn M. Anderson       | Democratic              | 3. Januar 1975 – 3. Januar 1983    | Redistricted vom 35. Kongresswahlbezirk Kaliforniens                                                    | Los Angeles                                                   |
| Glenn M. Anderson       | Democratic              | 3. Januar 1983 – 3. Januar 1993    | Verzicht auf Wiederwahl                                                                                 | Los Angeles (Long Beach)                                      |
| Julian C. Dixon         | Democratic              | 3. Januar 1993 – 8. Dezember 2000  | Redistricted vom 28. Kongresswahlbezirk Kaliforniens, im Amt gestorben                                  | Los Angeles (Culver City)                                     |
| vakant                  | vakant                  | 8. Dezember 2000 – 5. Juni 2001    | Spezialwahl am 5. Juni 2001                                                                             | Los Angeles (Culver City)                                     |
| Diane Watson            | Democratic              | 5. Juni 2001 – 3. Januar 2003      | Redistricted in den 33. Kongresswahlbezirk Kaliforniens                                                 | Los Angeles (Culver City)                                     |
| Hilda Solis             | Democratic              | 3. Januar 2003 – 24. Februar 2009  | Redistricted vom 31. Kongresswahlbezirk Kaliforniens, zurückgetreten, um US-Arbeitsministerin zu werden | Los Angeles (Baldwin Park, Covina)                            |
| vakant                  | vakant                  | 24. Februar 2009 – 16. Juli 2009   | Spezialwahl am 14. Juli 2009                                                                            | Los Angeles (Baldwin Park, Covina)                            |
| Judy Chu                | Democratic              | 16. Juli 2009 – 3. Januar 2013     | gewählt in einer Spezialwahl. Redistricted zum 27. Kongresswahlbezirk Kaliforniens.                     | Los Angeles (Baldwin Park, Covina)                            |
| Grace Napolitano        | Democratic              | 3. Januar 2013 - andauernd         | Redistricted vom 38. Kongresswahlbezirk Kaliforniens, amtierend.                                        | Los Angeles (San Gabriel Valley mit El Monte und West Covina) |

## Belege
1. ↑  Los Angeles Times Staff Writer: California's citizen commission final district maps: Find out what's changed where you live. - Los Angeles Times. In: latimes.com. 2. August 2011, abgerufen am 2. März 2024 (englisch).
2. ↑  Partisan Voting Index – Districts of the 115th Congress. The Cook Political Report, 7. April 2017, archiviert vom Original am 7. Juni 2017; abgerufen am 25. März 2024 (englisch).
3. ↑  Statement of Vote (1994 Elections). (PDF) Archiviert vom Original am 20. Mai 2011 (englisch).
4. ↑  Statement of Vote (1994 Election). (PDF) Archiviert vom Original am 20. Mai 2011 (englisch).
5. ↑  Statement of Vote (1998 Governor). Archiviert vom Original am 9. November 2010 (englisch).
6. ↑   Statement of Vote (1998 Senator) (Memento vom 10. November 2010 im Internet Archive)
7. ↑  Statement of Vote (2000 President) (Memento vom 11. Juni 2007 im Internet Archive)
8. ↑  Statement of Vote (2000 Senator) (Memento vom 11. Juni 2007 im Internet Archive)
9. ↑  Statement of Vote (2002 Governor) (Memento vom 11. Juni 2007 im Internet Archive)
10. ↑   Statement of Vote (2003 Recall Question) (Memento vom 20. Mai 2011 im Internet Archive)
11. ↑   Statement of Vote (2003 Governor) (Memento vom 20. Mai 2011 im Internet Archive)
12. ↑   Statement of Vote (2004 President) (Memento vom 1. August 2010 im Internet Archive)
13. ↑   Statement of Vote (2004 Senator) (Memento vom 10. August 2011 im Internet Archive)
14. ↑   Statement of Vote (2006 Governor) (Memento vom 10. August 2011 im Internet Archive)
15. ↑   Statement of Vote (2006 Senator) (Memento vom 10. August 2011 im Internet Archive)
16. ↑  Statement of Vote (2008 President) (Memento vom 11. Februar 2009 im Internet Archive)